# Anarquía, Estado y utopía
Anarquía, Estado y utopía es un libro de filosofía política escrito por Robert Nozick. Fue publicado en 1974. Actualmente, Fondo de Cultura Económica y Editorial Innisfree son quienes publican la edición en castellano.

## Reseña
Inspirado en la filosofía política de John Locke y de Immanuel Kant, en la Escuela austríaca de economía y en el pensamiento anarquista norteamericano del siglo XIX, el libro pretende demostrar, a partir de una teoría de los derechos naturales, que el único Estado moralmente admisible es el Estado mínimo o gendarme, esto es, aquel que tiene como única función garantizar y proteger los derechos y libertades de los individuos que quedan bajo su autoridad. En consecuencia, y de acuerdo a lo que Nozick sostiene en Anarquía, Estado y utopía, cualquier Estado mayor que el Estado mínimo es moralmente inadmisible, pues sus atribuciones implican necesariamente la violación de los derechos individuales de las personas sometidas a su autoridad.
Los principales blancos de la tesis defendida por Nozick en esta obra son, por consiguiente, por una parte, los anarcocapitalistas y, por otra, las diferentes teorías igualitaristas y socialismo y, en particular, Una teoría de la justicia de John Rawls. La primera parte del libro, encaminada a demostrar a través de un experimento mental la compatibilidad conceptual entre el Estado y la existencia de los derechos del Estado, es dirigida contra los anarcocapitalistas. La segunda parte del libro, encaminada a demostrar la inadmisibilidad desde el punto de vista moral de las teorías igualitaristas se apoya, fundamentalmente, en la teoría de la intitulación que expone allí Nozick.
La tercera parte de la obra ofrece un argumento independiente (es decir, independiente de los argumentos ofrecidos en las dos primeras partes) a favor del Estado mínimo.
Anarquía, Estado y utopía fue galardonado con el National Book Award en 1975. Asimismo, ha sido traducido a 11 idiomas y calificado como uno de los «100 libros más influyentes desde la Segunda Guerra Mundial» por el Times Literary Supplement.

## Teoría

### Los derechos naturales libertarios
La premisa de que parte Anarquía, Estado y utopía es que los individuos tienen ciertos derechos naturales y que estos derechos son inviolables: «Los individuos tienen derechos, y hay cosas que ninguna persona o grupo puede hacerles sin violar los derechos.»
Esta teoría de los derechos naturales, inspirada en la filosofía política de John Locke e Immanuel Kant, concibe tales derechos como «restricciones morales indirectas a la acción», esto es, no como fines que deban ser promovidos sino, simplemente, como restricciones absolutas a aquello que podemos o no podemos hacer. Por este motivo, la teoría de los derechos de Nozick es una teoría iusnaturalista y deontológica al mismo tiempo, esto es, la concepción de los derechos que defiende es que, por una parte, los derechos son naturales en el sentido de que son pre-contractuales y/o pre-estatales y, por otra, que no están sujetos a compensaciones interpersonales ni a cálculos de utilidad.
Por eso afirma Nozick que los derechos, así concebidos, «reflejan el principio kantiano subyacente, de que los individuos son fines, no simplemente medios; no pueden ser sacrificados o usados, sin su consentimiento, para alcanzar otros fines. Los individuos son inviolables».
En consecuencia, y conforme a este principio, las personas no pueden ser nunca empleadas como meros medios con vistas a la consecución de fines socialmente deseables:
«Las restricciones indirectas expresan la inviolabilidad de otras personas. Pero ¿por qué no se puede infringir esta inviolabilidad por un bien social mayor? […] ¿Por qué no sostener […] que ciertas personas tengan que soportar algunos costos que beneficien a otras personas en razón de un bien social superior? Sin embargo, no hay ninguna entidad social con un bien, la cual soporte algún sacrificio por su propio beneficio. Hay solo personas individuales, diferentes personas individuales, con sus propias vidas individuales. Usar a uno de estos individuos en beneficio de otros es usarlo a él y beneficiar a otros. Nada más.»
Asimismo, estos derechos definen un espacio de libertad e impunidad individual que determinan que la de Nozick sea una teoría política antiperfeccionista y antipaternalista. En concordancia con ellos, dice Nozick, «una línea (o un hiperplano) circunscribe un área de espacio moral alrededor de un individuo», de modo que «una persona [...] puede decidir hacerse a sí misma cosas que traspasarían los límites que rodean al espacio moral de su persona si fueran hechas por cualquier otra sin su consentimiento [...] El consentimiento voluntario abre la frontera para cruzar [...] Mi posición no paternalista sostiene que alguno puede decidir (o permitir a otro) hacerse a sí mismo cualquier cosa, salvo que haya adquirido la obligación ante cualquier tercero de no hacerlo o no permitirlo.»
Nozick no ofrece una argumentación completa de los derechos naturales. Como él mismo advierte en el prefacio de la obra, la suya es una argumentación incompleta y meramente tentativa. De todos modos, en los primeros capítulos, Nozick enumera algunas de las razones por las cuales tradicionalmente se ha sostenido que las personas son titulares de derechos. Entre ellas menciona el hecho de poseer razón y voluntad, el hecho de poseer un alma, el hecho de tener ciertas capacidades cognitivas y el hecho de poder obrar según una cierta concepción general de la vida o según un cierto plan de vida. Nozick concluye que todas estas razones aducidas en favor de los derechos naturales están conectadas con el difícil y elusivo problema del significado de la propia vida. De esto modo, Nozick sugiere que la necesidad de admitir derechos naturales tiene que ver con el problema de reconocer a los individuos la capacidad de vivir y dar significado a sus propias vidas.
De cualquier manera, los derechos naturales de Nozick permiten configurar un estado de naturaleza muy similar al descrito por Locke en el Segundo tratado del gobierno civil, esto es, un estado hipotético en el que 1) no hay una autoridad política central y en el que, sin embargo, 2) hay ciertas reglas pre-positivas intersubjetivamente válidas, como la que prohíben la violencia y las distintas formas de agresión. Además, como Locke, Nozick supone, al menos como hipótesis metodológica que, 3) dichas reglas son generalmente respetadas en estado de naturaleza. 
Por tal motivo, en estado de naturaleza un individuo puede, entre otras cosas: elegir el modo de vida que estime mejor con tal de que con ello no impida una elección equivalente a los demás; adquirir para sí y mediante su trabajo los bienes que carecen de dueño; intercambiar dichos bienes a través de acuerdos voluntarios con otros; integrar o formar parte de modo libre y voluntario de cualquier asociación lícita, esto es, de cualquier asociación cuyos fines y funcionamiento no supongan la transgresión de las reglas y derechos mencionados anteriormente. Por último, en estado de naturaleza, ante una transgresión, cada individuo puede hacer valer sus derechos por sí mismo o por otro que se presta a ayudarlo para ello. Es decir, entre los derechos naturales Nozick cuenta también, como Locke, el derecho natural a castigar las transgresiones a la ley natural.
Como consecuencia de todo lo anterior, Nozick entiende que de la consideración de las personas como fines en sí mismas (o, dicho de otro modo, la concepción de los derechos como restricciones indirectas a la acción) conduce directamente a la teoría política libertaria que presenta en la segunda parte del libro en que Nozick presenta su propia teoría de la distribución de los bienes, la teoría de las intitulaciones.

### El argumento a favor del Estado y el anarquista individualista
La tesis fundamental del libro puede resumirse en la siguiente proposición: «El Estado mínimo es el único estado moralmente admisible». La defensa de esta tesis supone una doble tarea, que Nozick acomete en la primera y en la segunda parte de Anarquía, Estado y utopía, respectivamente. La primera consiste en demostrar la licitud, al menos teórica, del surgimiento del Estado contra los anarquistas capitalistas. Tal como Nozick plantea el problema, la oposición de los anarcocapitalistas al Estado está motivada por la pretensión de este último de proscribir la autotutela y monopolizar el derecho natural a castigar:

Cuando un grupo de personas se constituye en Estado, comienza a castigar y prohíbe a otros hacer lo mismo, ¿hay algún derecho que estos últimos violarían [en caso de hacer lo mismo que los primeros] y que aquellos que constituyen el Estado no violaran? ¿Con base en qué derecho, en consecuencia, pueden el Estado y sus funcionarios reclamar un derecho (un privilegio) exclusivo para imponer y aplicar este monopolio?

Para probar la posible compatibilidad entre el Estado y los derechos individuales libertarios Nozick apela a un experimento mental que combina una explicación de mano invisible con un principio al que llama principio de compensación. El argumento consiste, por consiguiente, en una narración hipotética, que no pretende narrar la génesis histórica de ningún Estado particular, sino demostrar la compatibilidad al menos potencial entre el surgimiento inintencionado del Estado y los derechos naturales de los individuos sometidos a él.
El argumento discurre aproximadamente así: en un estado de naturaleza lockeano, en que los individuos tienen derechos naturales (entre los que se cuenta el derecho natural a castigar), algunos individuos se asocian para hacer juntos frente a los violaciones que algunos de ellos sufra. Estas son las Asociaciones de protección mutua. Por motivos de eficiencia y por las ventajas que entraña la especialización y división del trabajo, es de esperar que pronto surjan diferentes Agencias de Protección. Cada una ofrece distintas tarifas, pólizas, cobertura, etc. Con el tiempo, y siempre a través de un proceso de contrataciones y asociaciones acordadas en un mercado libre, y debido a la naturaleza del servicio ofrecido, las en un principio múltiples agencias de protección en un determinado territorio empiezan a disminuir de modo que una empieza a consolidarse en dicho territorio en perjuicio de todas las demás. Es la «Agencia de protección dominante». Llegado a este punto, la Agencia de Protección dominante tiene el cuasimonopolio del uso de la fuerza en un territorio, pues aún pueden quedar independientes que prefieran, pese a todos los inconvenientes, hacerse justicia por sí mismos. Por esta razón, Nozick llama a la Agencia de Protección dominante como Estado ultramínimo. Hasta aquí, afirma Nozick, la narración demuestra que un Estado ultramínimo podría surgir de modo inintencionado como consecuencia de la interacción de los diferentes individuos, surgimiento que además es lícito es la medida en que no conculca los derechos de nadie. No obstante, la persistencia de los independientes impide que se pueda hablar de un Estado mínimo. Por esta persistencia el territorio cubierto por la asociación de protección se asemeja a «una rebanada de queso suizo, con linderos internos y externos».
Nozick intenta justificar la prohibición del derecho del independiente a castigar, y con ello el monopolio total del uso de la fuerza por parte de la Agencia en un determinado territorio, a través de un principio de compensación. La idea que se encuentra detrás de dicho principio es que la prohibición al independiente de ejercer por sí mismo su derecho a castigar no resulta ilícita si va a acompañada de una compensación suficiente. En este caso, la compensación consistiría en el ofrecimiento gratuito de protección. Se entiende así, que el recargo en la póliza que experimentarían los clientes a causa de la prohibición del independiente se hace por concepto de indemnización y no por concepto de redistribución. La razón, por otra parte, para prohibir al independiente el uso de la fuerza estribaría en el riesgo que entraña el ejercicio del derecho natural al castigo. Para justificar dicha prohibición Nozick desarrolla, conjuntamente con el principio de compensación, un principio epistémico de traspaso de límites, que proporcionaría los criterios bajo los cuales la prohibición de las acciones riesgosas de terceros podrían ser legítimamente prohibidas.

### Los argumentos a favor del Estado mínimo
Mientras que la primera parte de Anarquía, Estado y utopía tiene por finalidad refutar la tesis anarcocapitalista de que la existencia de él supone de suyo una violación de los derechos individuales libertarios, la segunda está dirigida contra aquellos que sostienen la necesidad moral de establecer algún Estado más extenso que el Estado mínimo y, particularmente, de un Estado que ejerza funciones redistributivas. En particular, esta segunda parte de la obra está dirigida contra la teoría de la justicia desarrollada por Rawls en Teoría de la justicia. Rawls parte de la idea de que una teoría de la justicia tiene por objeto determinar el modo equitativo en que debe distribuirse el excedente que resulta de la cooperación social. Este supuesto de Rawls, que conduce a la necesidad de establecer una autoridad central que reparta dicho excedente, es precisamente el que impugna Nozick. A diferencia de Rawls, Nozick no cree que la cooperación social produzca por sí misma un problema (re)distributivo, pues entiende que la contribución que cada uno hace al acervo de bienes que resulta de dicha cooperación puede determinarse conforme a las reglas generales de la teoría de la utilidad marginal. Contrariamente a lo que Rawls parece implicar con su tratamiento del problema, la creación y distribución de los bienes tienen una historia (alguien los creó, alguien los transfirió, etc.) de modo que éstos siempre están vinculados a alguien y resulta, por tanto, injusto intentar determinar su posesión sin atender a dicha historia. Si los bienes cayeran como maná del cielo, o si nos encontráramos con los bienes como quien se encuentra una tarta que luego hay que repartir, entonces la aproximación de Rawls al problema de la justicia social sería el correcto. Pero como no es ese el caso, la teoría de Rawls, pese a sus méritos, debe ser rechazada. En su lugar Nozick propone en la segunda parte de Anarquía, Estado y utopía su propia teoría de la justicia conocida como la teoría del justo título o teoría del título válido ("entitlement theory"). De acuerdo con ella, el problema a que debe hacer frente toda teoría de la justicia (es decir, qué cosa corresponde a quién) debe ser tratado y resuelto según los principios de una teoría histórica y no pautada de la distribución de bienes. Los principios fundamentales de dicha teoría los enuncia Nozick de la siguiente manera:

Si el mundo fuera completamente justo, las siguientes definiciones inductivas cubrirían exhaustivamente la materia de justicia sobre pertenencias.

1) Una persona que adquiere una pertenencia, de conformidad con el principio de justicia en la adquisición, tiene derecho a esa pertenencia.

2) Una persona que adquiere una pertenencia de conformidad con el principio de justicia en la transferencia, de algún otro con derecho a la pertenencia, tiene derecho a la pertenencia.

3) Nadie tiene derecho a una pertenencia excepto por aplicaciones (repetidas) de 1 y 2.
 

Inmediatamente después de enunciar estos principios, Nozick explica que:
«El principio completo de justicia distributiva diría simplemente que una distribución es justa si cada uno tiene derecho a las pertenencias que posee según la distribución. Una distribución es justa si surge de otra distribución justa a través de medios legítimos.»
A estos tres principios debe añadirse un cuarto, el «principio de rectificación», que tiene por finalidad corregir las injusticias pasadas y, más precisamente, que las pertenencias adquiridas de modo violento, clandestino o fraudulento vuelvan a sus verdaderos dueños.
La idea fundamental que subyace a la teoría es que la distribución resultante de los principios señalados resulta justa en la medida en que es el reflejo de las preferencias libres de los individuos.
Fuera de la crítica a Rawls, Nozick elabora en la segunda parte de la obra -la más extensa del libro- varias críticas a las teorías igualitaristas, socialismo y marxismo. En términos generales, el argumento de Nozick contra todas ellas descansa en la siguiente idea:

La mayor objeción a decir que todos tengan el derecho a varias cosas tales como igualdad de oportunidad, vida, etcétera y a ejercer estos derechos, es que estos derechos requieren de una subestructura de cosas y materiales y acciones; y otras personas pueden tener derechos y títulos sobre ellos. Nadie tiene el derecho a algo cuya realización requiere de ciertos usos de cosas y actividades sobre las cuales otras personas tienen derechos y títulos. Los derechos y títulos de otras personas sobre cosas en particular (este lápiz, su cuerpo, etcétera) y cómo deciden ejercer esos derechos y títulos fijan el medio externo de un individuo dado y los derechos de que dispondrán. Si su fin requiere el uso de medios sobre los cuales otros tienen derechos, deberán procurar su cooperación voluntaria […] Hay derechos particulares sobre cosas particulares poseídas por personas particulares […] Ningún derecho existe en conflicto con esta subestructura de derechos particulares.

### La utopía libertaria
En la tercera parte de la obra, Nozick describe una utopía libertaria que pretende que constituya un argumento independiente de todos los ofrecidos en las dos primeras partes de la obra a favor del libertarismo. El argumento básico de esta tercera parte es que el único Estado bajo el cual pueden proliferar y coexistir las más diversas utopías es un Estado mínimo como el defendido por los libertarios. En consecuencia, el argumento en favor de la utopía libertaria consiste en describir, no un programa utópico detallado sino tan solo un marco general, una meta-utopía, bajo la cual sean posibles todas las utopías particulares imaginables. La única condición para llevar a cabo un programa utópico particular dentro del marco, es que éste no sea impuesto a la fuerza a otros. Por eso, afirma Nozick que:
«La utopía es un marco para las utopías, un lugar donde las personas están en libertad de unirse voluntariamente para perseguir y tratar de realizar su propia concepción de la vida buena en la comunidad ideal, pero donde ninguno puede imponer su propia visión utópica sobre los demás».
La meta-utopía libertaria, por tanto, funciona sobre la base de dos supuestos: primero que los individuos son libres de ensayar cualquier forma de comunidad posibles (incluso alguna que supusiera la renuncia a sus libertades) y, segundo, que los individuos son (salvo un acuerdo en contrario) libres de entrar y salir de las diversas comunidades que se ensayan. Estas dos condiciones dan lugar a dos mecanismos que refinan y mejoran continuamente el proceso de creación y evolución de las diferentes comunidades que conviven bajo el marco: un mecanismo de diseño y a un mecanismo de filtro. Conforme al primero, cualquier utopía particular (que se ajuste a la condición general de no ser impuesta a la fuerza) puede ser concebida y planeada; conforme al segundo mecanismo, de filtro, solo proliferarán y serán estables aquellas comunidades que logren ganarse la adhesión voluntaria y permanente de la gente.
Es de esperar que bajo el marco descrito (la meta-utopía) se desarrollen y ensayen los más diversos tipos de comunidades: socialistas, paternalistas, comunistas, capitalistas, etc. Nozick espera que —aceptada la condición inicial de no imponer una utopía a la fuerza— el marco en que se desarrollan todo este tipo de comunidades se gane la adhesión de todas ellas, en la medida en que permite a todos y a cada uno de sus integrantes vivir del modo en que cada de uno de ellos quiere vivir y bajo las condiciones que cada uno se autoimpone. Esto prueba, cree Nozick, una de las tesis afirmadas al principio del libro: el libertarismo es la única filosofía política que trata a los individuos como fines en sí mismos, permitiendo a cada uno vivir del modo que prefiera, viviendo así su propia vida:

El Estado mínimo nos trata como individuos inviolables, que no pueden ser usados por otros de cierta manera, como medios o herramientas o instrumentos o recursos; nos trata como personas que tienen derechos individuales, con la dignidad que esto constituye. Que se nos trate con respeto, respetando nuestros derechos, nos permite, individualmente o con quien nosotros escojamos decidir nuestra vida y alcanzar nuestros fines y nuestra concepción de nosotros mismos, tanto como podamos, ayudados por la cooperación voluntaria de otros que posean la misma dignidad. ¿Cómo osaría cualquier Estado o grupo de individuos hacer más, o menos?»

## Críticas
Anarquía, Estado y utopía ha sido objeto de múltiples críticas, tanto por parte de liberales igualitarios como de anarcocapitalistas.
Entre los primeros las críticas más habituales se refiere al fundamento de los derechos libertarios, los puntos de partida de la teoría de la propiedad y al rechazo de medidas redistribuidas que puedan aliviar la situación de aquellos que se encuentran en una situación de desventaja.
Entre los anarcocapitalistas, se encuentra el economista Murray Rothbard, que criticó Anarquía, Estado y utopía en su artículo «Robert Nozick y la inmaculada concepción del Estado», recogido en su libro La ética de la libertad. En su crítica afirma que:
1. Ningún Estado ha sido «inmaculadamente concebido» en la forma contemplada por Nozick;
2. En la argumentación de Nozick el único Estado mínimo que podría justificarse sería el que emergería después del establecimiento de un mundo anarquista de libre mercado;
3. Por lo tanto Nozick, en sus propios términos, debería volverse un anarquista y esperar que opere su mano invisible;
4. Incluso si un Estado se fundara inmaculadamente, las falacias de la teoría del contrato social implican que ningún Estado actual, ni siquiera un Estado mínimo, estaría justificado;
5. Rothbard realiza un ejercicio mental asumiendo la situación de Estado mínimo y demuestra, desde la teoría económica, que esa situación conllevaría a un anarquismo, en tanto en cuanto, el Estado mínimo no aplicara coacción para evitarlo.

Las objeciones de Rothbard, sin embargo, han sido desechadas porque 1) pasan por alto el carácter meramente hipotético del argumento de Nozick; 2) Rothbard malinterpreta sistemáticamente el sentido de la estipulación de Locke de que habla Nozick; 3) atribuye a Nozick una estrategia contractualista de justificación del Estado, que no está presente en ninguna parte de Anarquía, Estado y utopía.